# Carl Heinrich von Berlepsch
Carl Heinrich von Berlepsch (* 5. September 1694; † nach 1779) war ein fürstlich-würzburgischer Generalmajor der Infanterie, Oberst über ein Regiment zu Fuß und Hofkriegsrat sowie zuletzt Generalfeldmarschallleutnant.

## Leben
Er stammte aus der niedersächsischen Adelsfamilie von Berlepsch und war der Sohn von Burckhart Hartmann von Berlepsch. Nach dem Tod erbte er gemeinsam mit seinen vier Brüdern die väterlichen Besitzungen in Thamsbrück und Großengottern. Nachdem die Brüder Georg Günther, Alexander und Maximilian Egon von Berlepsch gestorben waren, behielt er die väterlichen Besitzungen gemeinsam mit seinem Bruder Lysander von Berlepsch in Gemeinschaftsbesitz. Letzterer kümmerte sich um deren Verwaltung, während Carl Heinrich von Berlepsch eine Militärlaufbahn einschlug und die meiste Zeit in der Residenzstadt des Bischofs von Würzburg lebte. Erst als sein Bruder Lysander von Berlepsch am 13. November 1754 unverheiratet ohne leibliche Nachkommen  in Thamsbrück gestorben war, musste er sich der Gutsverwaltung in Thüringen aus der Ferne in Würzburg annehmen. Doch Gutsverwaltung und Militärdienst vereinbarten sich nicht auf Dauer. Am 9. August 1777 musste er hochbetagt sein Gut in Thamsbrück, die Burg, meistbietend versteigern lassen. Es wurde für 6800 Taler von George Friedrich Backhaus erworben. Diese konnte sich nur kurz daran erfreuen, da er am 4. Dezember 1778 in Thamsbrück starb. Aus seiner Ehe mit Friederike Christine Backhaus waren die drei unmündige Söhne hervorgegangen, die nun die Burg erbten.
Er ließ sich in Würzburg, zum Beispiel 1765 von seinem Leibarzt, gern als Freiherr ansprechen. Er oder seine Vorfahren sind jedoch zu dieser Zeit nicht in den Freiherrenstand erhoben worden, so dass er gegenüber Hofbehörden bewusst auch auf diesen Titel verzichtete.